# أنتون يلشين
أنتون يلشين (بالروسية: Антон Викторович Ельчин)‏‏(11 مارس 1989 - 19 يونيو 2016) ممثل أمريكي يهودي. اشتهر في دور تشيكوف في اثنين من سلسلة أفلام ستار تريك.

## أعماله
- 2009: مختبر (الدور: Pavel Chekov)
- 2009: موت الضوء (الدور: Boy in the Park)
- 2008: ستار تريك إلى الظلام (الدور: Dorian Spitz)
- 2007: العشاق فقط يبقون أحياء (الدور: Charlie Bartlett)
- 2006: من أعلى تلة الخشخاش (الدور: Zack Mazursky)
- 2005: فيلم 43 (الدور: Finn Earl)
- 2004: ليلة الرعب (الدور: Tom Warshaw)
- 2001: المدمر: الخلاص (الدور: Bobby Garfield)
- 2001: ستار تريك (الدور: Dimitri Starodubov)
- 2001: نيويورك، أنا أحبك (الدور: Boy in Burning Building)
- 2001: الكلب ألفا (الدور: Milo)

ليلة الرعب 2011 (الدور: Tom Warshaw)

## الوفاة
في وقت مبكر من صباح يوم 19 يونيو 2016، عثر على يلشن عالقًا بين سيارته وبين الجدار. في طريق على المنحدر وعثر على سيارته حيث كانت لا تزال قيد التشغيل. وفي وقت لاحق من ذلك اليوم أعلن عن وفاته.

## مواقع خارجية
- أنتون يلشين على موقع IMDb (الإنجليزية)
- أنتون يلشين على موقع روتن توميتوز (الإنجليزية)
- أنتون يلشين على موقع قاعدة بيانات الأفلام العربية
- أنتون يلشين على موقع ألو سيني (الفرنسية)
- أنتون يلشين على موقع ميوزك برينز (الإنجليزية)
- أنتون يلشين على موقع تيرنر كلاسيك موفيز (الإنجليزية)
- أنتون يلشين على موقع أول موفي (الإنجليزية)
- أنتون يلشين على موقع بوكس أوفيس موجو (الإنجليزية)
- أنتون يلشين على موقع قاعدة بيانات الأفلام السويدية (السويدية)
- أنتون يلشين على موقع إن إن دي بي (الإنجليزية)